# بدبد (ولاية)
بدبد إحدى ولايات محافظة الداخلية في سلطنة عمان، وتعد همزة وصل بين مناطق مختلفة في السلطنة منها الشرقية، الظاهرة، محافظة ظفار والوسطى.

## عنها
ولاية «بدبد» هي واحة خضراء وهي كنز من كنوز الطبيعة العمانية التي تتنوع متناغمة عبر سهولها ووديانها الخصبة وعيونها التي تتدفق عبر جداول لتسقي مزارعها اليانعة الخضراء، كما أن الحصون والأبراج تشكل رمزاً من رموز الآثار والتراث.
عبر كل هذه الرموز وأخرى عديدة يشهد الزائر عن قرب تاريخ سكانها لسنوات عديدة تنطق التاريخ.. جبال شاهقة ذات أشكال مختلفة وألوان متعددة.
تبعد الولاية عن محافظة مسقط مسافة 70 كلم تقريباً. وتجاورها ولاية سمائل من جهة الجنوب وولاية دماء والطائيين من جهة الشرق ومحافظة مسقط من جهة الشمال، بينما تحاذيها سلاسل جبال الحجر.
«بدبد» ولاية عمانية عرفت الجسور وقد اختارتها شعاراً لها. والجسور في «بدبد» ليست للعبور فقط كما يعتقد البعض وإنما هي أيضا لتصريف المياه، حيث إن الضواحي واقعة تحت متدرج جبلي وبين ضفتي وادي واستطاع أهلها أن يصرفوا الماء إلى أبعد الضواحي بطريقة السواقي المعلقة وذلك بإقامة الجسور ونحت السواقي عليها.
«بدبد» ينطق التاريخ من أبراجها وحصونها التي تعلو عبر الجبال الشاهقة التي تعبر عن صمود أبنائها في تصميم هذه الأبراج والحصون والقلاع عبر الجبال الصامتة.

## أبراجها
ويقدر عدد الأبراج في مختلف أنحاء الولاية بحوالي 40 برجاً أشهرها أبراج فنجا ذات الطراز المعماري الفريد، وأبراج نفعا التي تطل على القرية الجميلة، وأبراج المناثيرة، وفي بلدة العمقات يوجد برجان، ومن أبرز الحصون في ولاية «بدبد» حصن «بدبد» الذي يبلغ طوله 30 متراً، ويضم برجين في الركنين الغربيين، وحصن حميم وقلعة نقصي، هذا السوق في مختلف المنتوجات.

## معالمها
سوق فنجاء، ذلك السوق الذي يتخذ من «بدبد» موقعاً مهما لكل المسافرين إلى مناطق الداخلية والشرقية والظاهرة والوسطى ومحافظة ظفار. يتوقف هذا المسافر عبر هذا السوق ليمعن عبر هذا السوق في مختلف المنتوجات، ففي سوق فنجا تجد العديد من الصناعات التقليدية لها دورا مميزا خاصة ما يعرض في هذا السوق لكي يأخذ المسافر احتياجاته وهو متوجه إلى منزله وينعم السوق بحركة دائمة طوال أيام الأسبوع.
تعد الحرف التقليدية مجالاً واسعاً وجد فيها الإنسان العماني فرصة للتعبير عن ابداعاته المتعددة وأفكاره وتنتشر الحرف التقليدية وتتنوع في الولايات نظراً لما تتمتع به الأرض العمانية من ثروات طبيعية متعددة أخذ الإنسان يسخرها.
وأهم ما تشتهر به الولاية في هذا الجانب صناعة الفخاريات التي تلقي إقبالا كبيرا لشرائها من المواطنين من الولاية والولايات المجاورة حيث توجد بالولاية العديد من المصانع يتم فيها إنتاج أدوات تستخدم إلى يومنا هذا مثل المجمر والجحلة ودلة القهوة والخرس.

## صناعاتها
ومن أبرز صناعاتها التقليدية صناعة مفارش الجلوس وتسمى «الحصر» من أوراق نباتات الرسل التي تنمو في الأودية حيث يتم تقطيعها وتجفيفها ثم تنسج أوراقها الخيطية الدقيقة بعضها البعض، وهي صناعة تشبه النسيج وتبقى «الحصر» محافظة على تماسكها سنوات طويلة حيث لا تتأثر بالحرارة أو الرطوبة.
ويأتي جبل حميم بولاية «بدبد» ضمن سلاسل جبال الحجر الغربي المتصل بالجبل الأخضر الذي تتنوع فيه الحياة الجبلية ويزخر بالعديد من الأشجار والنباتات وفي مقدمة هذه الأشجار شجرة الزعتر «السعتر».
وكذلك البوت والتين وغيرها بالإضافة إلى أشجار ونباتات الجبل المتنوعة والظليلة المترامية التي يضمها في جنبات هذا الجبل الشاهق، شجرة الزعتر تختلف عن بقية أشجار الجبل من حيث رائحتها وشكلها.
وعندما تكون بالقرب منها تسعدك بهذه الرائحة الجميلة الزكية وهي شجرة كثيفة الأغصان والأوراق بعضها يصل إلى ثلاثة أمتار في طولها وتقدر مساحتها في افتراشها للأرض بمترين، وتنبت بين المنحدرات وسهول الجبال لا تقاوم الحرارة وتقاوم قلة الأمطار.
وأوراقها رقيقة وتتغذى على قطرات الندى، ويساعدها على النمو الجو والطقس البارد، أما الفنون التقليدية التي تشتهر بها «بدبد» الرزحة والعازي والميدان وغيرها.
والزائر لهذه الولاية الساحرة بتاريخها الخالد وجمالها الفاتن الذي يسر الناظرين، تلك الأشجار المتكاثفة بعضها ببعض لا بد له من زيارة فنجا ذات التواشيح والرموز والشواهد التي تفترشها سفوح الجبال منقسمة إلى ضفتين يفصلها وادي خصب ويربطهما جسر عملاق. من بعيد تبدو فنجا كحديقة معلقة وسجادة خضراء تفترش السفوح.
كل شيء يستقبلك في فنجا بالحب والترحاب، جمال خضرتها يستقبلك بأبهى حلل الخضرة الوافرة والطبيعة الساحرة، نخيلها توشي إليك السفح المتدرج فتبدو كخصلات خضراء والماء مرايا عاكسة.

## أماكن سياحية
مزاراتها السياحية تدفعك لزيارتها، سفح أخضر وجناين مزارعها وحمامات ساخنة متفجرة من قمم جبل الحمري، السفح الأخضر لوحة تصادف العين من بعيد، ضواحي النخيل والليمون طبيعة أخرى من طبيعة فنجا وبها العديد من العيون والحمامات الساخنة التي تتفجر من قمم جبل الحمري.
تزخر ولاية «بدبد» بعيون وأفلاج تنبع عبر الجبال مشكلة سيمفونية رائعة الجمال من تدفق عيونها وأفلاجها عبر مزارعها التي تشكل العديد من المنتوجات الزراعية التي تزخر بها الولاية ومن أفلاجها الرحى، ومن معالمها السياحية عين قعيد. وفي فنجا عين الخلود وفلج الفوقاني وفي نفعا فلج الحصين وفلج سعال بقرية سعال وفلج السخنة والعديد من الأفلاج بالولاية.
أما الحمامات الساخنة فهي مياه حارة تتفجر من قمم جبل الحمري، وقد صنعت لها جداول تنسكب في البرك بقوة كما تصب فيها العيون الصغيرة مشكلة جداول ملتوية تنحدر بسهولة على تلك الضواحي، حمامات ساخنة أحدهما في الجانب الشرقي ثابتان لا يتأثران بالارتفاع أو انخفاض درجة حرارة الطقس، ومناطق أخرى سياحية في كل من نقصي وهندروت، ويشكل الوادي الذي يقسمهما إلى ضفتين مزارا يدعو للاستراحة عند ضفافه خاصة في مواسم المطر.